# 法鼓宗
法鼓宗是台灣大乘佛教新興宗派之一，宗祖是聖嚴法師，總本山是法鼓山（台灣新北市金山區）。

## 沿革
釋聖嚴法師爲漢傳佛教禪宗分支曹洞宗和臨濟宗的傳人，他融合曹、臨二宗，并參考日本、韓國、越南的禪法、西藏的次第修法、南傳的內觀法門，自立一派，以總本山法鼓山爲名，喚作法鼓宗。

## 寺院一覽
- 農禪寺
- 天南寺
- 齋明寺
- 紫雲寺
- 信行寺
- 雲來寺
- 雲集寺
- 寶雲寺
- 德華寺

## 脚注
1. ↑  .   [2015-03-03]. （原始内容存档于2019-06-02）.

## 外部連結
- 法鼓山全球資訊網